# Silvano Barco
Silvano Patrizio Barco (ur. 5 maja 1963 w Bormio) – włoski biegacz narciarski, zawodnik klubu G.S. Fiamme Gialle.

## Kariera
W 1982 roku wystąpił na mistrzostwach świata juniorów w Murau, gdzie zajął 29. miejsce w biegu na 15 km techniką klasyczną, a w sztafecie był siódmy. Na rozgrywanych rok później mistrzostwach świata juniorów w Kuopio był dziesiąty w sztafecie, a w biegu na 15 km zajął tym razem 32. miejsce.
W Pucharze Świata zadebiutował 3 marca 1985 roku w Lahti, zajmując 18. miejsce na dystansie 50 km. Tym samym już w swoim debiucie zdobył pierwsze pucharowe punkty. Na podium zawodów tego cyklu pierwszy raz stanął 19 marca 1988 roku w Oslo, kończąc rywalizację w biegu na 50 km stylem dowolnym na drugiej pozycji. W zawodach tych rozdzielił na podium Pierre'a Harveya z Kanady oraz swego rodaka, Maurilio De Zolta. W kolejnych startach jeszcze dwa razy uplasował się na podium: 9 stycznia 1991 roku w Štrbskim Plesie był drugi w biegu na 30 km stylem dowolnym, a 19 marca 1994 roku w Thunder Bay był trzeci na dystansie 50 km stylem dowolnym. Najlepsze wyniki osiągnął w sezonie 1987/1988, kiedy w klasyfikacji generalnej zajął 18. miejsce.
W 1988 roku wziął udział w igrzyskach olimpijskich w Calgary, gdzie zajął 38. miejsce w biegu na 30 km techniką klasyczną, a w sztafecie był piąty. Rok później startował na mistrzostwach świata w Lahti, zajmując między innymi siódme miejsce w sztafecie i dziesiąte w biegu na 15 km klasykiem. Brał też udział w mistrzostwach świata w Val di Fiemme w 1991 roku, gdzie był czwarty w sztafecie, a bieg na 15 km stylem klasycznym ukończył na dziesiątej pozycji.

## Osiągnięcia

### Igrzyska olimpijskie
| Miejsce | Dzień     | Rok  | Miejscowość | Konkurencja             | Czas biegu | Strata  | Zwycięzca           |
| ------- | --------- | ---- | ----------- | ----------------------- | ---------- | ------- | ------------------- |
| 38.     | 15 lutego | 1988 | Calgary     | 30 km stylem klasycznym | 1:24:26,3  | +8:15,5 | Aleksiej Prokurorow |
| 5.      | 22 lutego | 1988 | Calgary     | Sztafeta 4 × 10 km      | 1:43:58,6  | +2:18,1 | Szwecja             |

### Mistrzostwa świata
| Miejsce | Dzień     | Rok  | Miejscowość   | Konkurencja             | Czas biegu | Strata  | Zwycięzca         |
| ------- | --------- | ---- | ------------- | ----------------------- | ---------- | ------- | ----------------- |
| 10.     | 22 lutego | 1989 | Lahti         | 15 km stylem klasycznym | 42:40,7    | +1:02,9 | Harri Kirvesniemi |
| 7.      | 24 lutego | 1989 | Lahti         | Sztafeta 4 × 10 km      | 1:40:12,3  | +2:19,1 | Szwecja           |
| 19.     | 26 lutego | 1989 | Lahti         | 50 km stylem dowolnym   | 2:15:24,9  | +8:50,4 | Gunde Svan        |
| 10.     | 9 lutego  | 1991 | Val di Fiemme | 15 km stylem dowolnym   | 36:57,2    | ?       | Bjørn Dæhlie      |
| 4.      | 15 lutego | 1991 | Val di Fiemme | Sztafeta 4 × 10 km      | 1:39:47,3  | +2:38,9 | Norwegia          |

### Mistrzostwa świata juniorów
| Miejsce | Dzień    | Rok  | Miejscowość | Konkurencja             | Wynik     | Strata  | Zwycięzca            |
| ------- | -------- | ---- | ----------- | ----------------------- | --------- | ------- | -------------------- |
| 29.     | 3 marca  | 1982 | Murau       | 15 km stylem klasycznym | 40:10,6   | +3:19,7 | Andriej Astaszkin    |
| 7.      | ? marca  | 1982 | Murau       | Sztafeta 3x10 km        | 1:23:52,1 | +2:15,8 | Szwecja              |
| 32.     | 11 marca | 1983 | Kuopio      | 15 km stylem klasycznym | 41:38,7   | +3:32,1 | Ołeksandr Uszkałenko |
| 10.     | ? marca  | 1983 | Kuopio      | Sztafeta 3 × 10 km      | 1:22:16,4 | +6:10,3 | ZSRR                 |

### Puchar Świata

#### Miejsca w klasyfikacji generalnej
- sezon 1984/1985: 36.
- sezon 1987/1988: 18.
- sezon 1988/1989: 46.
- sezon 1989/1990: 26.
- sezon 1990/1991: 20.
- sezon 1992/1993: 73.
- sezon 1993/1994: 24.
- sezon 1994/1995: 47.

#### Miejsca na podium
| Nr | Dzień      | Rok  | Miejscowość   | Konkurencja           | Czas biegu | Pozycja | Strata  | Zwycięzca           |
| -- | ---------- | ---- | ------------- | --------------------- | ---------- | ------- | ------- | ------------------- |
| 1. | 19 marca   | 1988 | Oslo          | 50 km stylem dowolnym | 2:13:17,5  | 2.      | +13,5   | Pierre Harvey       |
| 2. | 9 stycznia | 1991 | Štrbské Pleso | 30 km stylem dowolnym | ?          | 2.      | ?       | Bjørn Dæhlie        |
| 3. | 19 marca   | 1995 | Thunder Bay   | 50 km stylem dowolnym | 1:54:46,3  | 3.      | +1:03,5 | Aleksiej Prokurorow |